# Porträt des Kaisers Maximilian und seiner Familie
Das Gemälde Porträt des Kaisers Maximilian und seiner Familie wurde von dem oberschwäbischen Meister Bernhard Strigel nach dem 24. März 1516 gemalt und ist das einzige signierte Bild von ihm. Es wird im Wiener Kunsthistorischen Museum gezeigt.

## Original
Das von dem Memminger Maler Bernhard Strigel geschaffene Bild zeigt sechs Mitglieder der kaiserlichen Familie in einem Raum. Sämtliche Personen sind durch Inschriften zu identifizieren. Ein solches Treffen hat in der Wirklichkeit nie stattgefunden. Maria von Burgund starb 1482. Philipp der Schöne starb 1506. Ludwig wurde 1506 geboren. Ferdinand hielt sich bis 1517 in Spanien auf.
Kaiser Maximilian steht an der linken Bildseite, hält seinen Enkel Ferdinand im Arm und lässt seine rechte Hand auf dessen linken Oberarm ruhen. Der linke Arm des Herrschers liegt auf der Schulter von Karl. Im Hintergrund ist Maximilians Sohn Philipp der Schöne abgebildet. Er steht hinter seiner Mutter, Maria von Burgund. Vor Maria ist Maximilians Schwiegerenkel Ludwig (Ehemann der Enkelin Maria von Ungarn) abgebildet. Maximilian und Ferdinand sind vor einem grünen Brokatvorhang abgebildet, während die anderen vier Personen vor einer Landschaft stehen. Das obere Drittel der Landschaft nimmt der Himmel ein. Maximilian, Philipp und Karl tragen ein Barett, Ferdinand und Ludwig ein Kränzchen im Haar. Maximilian, Philipp und Karl tragen die Ordenskette des Ordens vom Goldenen Vlies. Maria von Burgund ist mit einer Haube und einem Schal geschmückt.

## Replik im Strigel-Museum
Eine Replik des Gemäldes aus dem späten 18. Jahrhundert ist im Strigelmuseum im ehemaligen Antoniterkloster in Memmingen ausgestellt. Es enthält die für Strigel typischen Kompositionen, ohne jedoch dem Original künstlerisch nahezukommen. Die Farben sind teilweise verändert. Auch sind die Personen eher schematisch dargestellt. Die Replik enthält Beigaben, die auf dem Original nicht vorhanden sind, so eine Inschrift auf der von Ludwig gehaltenen Pergamentrolle oder die Rose, die Ferdinand in seiner rechten Hand hält.